# 加藤沙季
加藤 沙季（かとう さき、1984年11月30日 - ）は、日本の元AV女優。

## 略歴・人物
栃木県出身。
趣味・特技は温泉巡り、ヨガ。
2019年2月、SODクリエイトの「本物人妻」レーベル専属女優としてAVデビュー。所属事務所はネオプロ。
2019年9月よりマドンナ専属となる。
2020年1月に引退。

## 出演作品

### アダルトDVD
2019年
- あなたの自宅から100m以内にいるかもしれない…そんな、近所の親しみ奥様。 加藤沙季 34歳 AV DEBUT（2月7日、SODクリエイト）
- あなたの自宅から100m以内にいるかもしれない…そんな、近所の親しみ奥様。 加藤沙季 34歳 第2章 「バレるかもしれない…」ドキドキがより興奮を高める 旦那との距離200m以内 見ず知らずの他人棒を出会ってすぐに即挿入! 公衆トイレ・青姦・車中・自宅でSEX SEX SEX SEX（3月7日、SODクリエイト）
- あなたの自宅から100m以内にいるかもしれない…そんな、近所の親しみ奥様。 加藤沙季 34歳 第3章 「時間が許す限りSEXに没頭したい…」旦那が仕事中の7時間15本の他人棒でひたすら突かれっぱなし ず〜っとSEXず〜っと絶頂（4月25日、SODクリエイト）
- あなたの自宅から100m以内にいるかもしれない…そんな、近所の親しみ奥様。 加藤沙季 34歳 最終章 これが最後 旦那を忘れて中出し温泉不倫旅行一泊二日 チェックインしてすぐ生ハメ 温泉3P連続膣内射精・おもちゃ連続絶頂・寝起き即中出し（5月23日、SODクリエイト）
- SODロマンス 最低な元カレに弱みを握られ中出しされ続けた 旦那が出張中の3日間 5年ぶりに出会った元カレに当時のハメ撮り動画を見せられて…（6月6日、SODクリエイト）
- 炊事・洗濯・性欲処理 9人息子、旦那と連続セックス朝生活 加藤沙季(34)（7月11日、SODクリエイト）
- Madonna移籍専属 第1弾!! 本格寝取られシリーズに挑戦!! 夫の上司に犯され続けて7日目、私は理性を失った…。（9月25日、マドンナ）
- マドンナ移籍専属 第2弾!! 出張先のビジネスホテルでずっと憧れていた女上司とまさかまさかの相部屋宿泊（10月25日、マドンナ）
- 加藤沙季 34歳 あなたの自宅から100m以内にいるかもしれない…そんな、近所の親しみ奥様。（2019年10月29日、SODクリエイト）※ネット配信のみ
- 妻には口が裂けても言えません、義母さんを孕ませてしまったなんて…。 ―1泊2日の温泉旅行で、我を忘れて中出ししまくった僕。―（11月25日、マドンナ）
- 本物人妻10名の初公開デビュー前秘蔵映像&12名のベスト中出しセックス 合計23SEX収録 総集編2枚組8時間（12月12日、SODクリエイト）他出演:我妻澪、野々宮蘭、松本麗子、吉田楓、木村ふみ、鈴木理子、原田千晶、小日向まい、林美希、優木なお、桜井萌、三浦歩美

2020年
- 母引退!! 加藤沙季 母の友人 …ははのゆうじん…（1月25日、マドンナ）
- これで見納め―。 加藤沙季 Memorial Best マドンナ出演全作品収録―。親しみ奥様初総集編!!（5月25日、マドンナ）※ベスト盤

### アダルトVR
- 初VR加藤沙季 いつも清楚でおしとやかな隣りの奥さんが無自覚で僕を誘惑してくる欲求不満な天然エロ人妻だった。（2019年12月6日、マドンナ）